# Massimiliano II Stampa
Massimiliano II Giovanni Stampa, III marchese di Soncino, in religione frate Ambrogio da Soncino (Milano, 1546 – Algeri, ottobre 1601), è stato un nobile, religioso e scrittore italiano.

## Biografia

### I primi anni e la promettente carriera
Nato a Milano nel 1546, Massimiliano II era figlio di Ermes I Stampa, II marchese di Soncino (a sua volta fratello minore di Massimiliano Stampa, I marchese di Soncino e celebre castellano di Milano), e di sua moglie, la nobildonna modenese Isabella Rangoni. Per parte di sua madre discendeva da una celebre famiglia di condottieri e vantava legami anche coi Bentivoglio, signori di Bologna, e con i Malaspina, mentre la famiglia di suo padre era composta essenzialmente da homines novi del ducato di Milano, dove in particolare suo zio Massimiliano aveva fatto fortuna.
Alla morte prematura del padre nel 1557, venne chiamato a succedergli nelle fortune e nei titoli della sua casata come marchese di Soncino.
A Milano sposò Marianna de Leyva, zia paterna di suor Virginia de Leyva (la celebre "Monaca di Monza" cantata dal Manzoni ne "I Promessi Sposi"), dalla quale ebbe i seguenti figli:
- Ermes II (1563-1621), IV marchese di Soncino, sposò la nobildonna Elisabetta Barbò
- Cristiano (anche Cristierno) Stampa (1575-1617), sposò la nobildonna Francesca Guasco; cavaliere dell'Ordine di San Giacomo da Compostela e capostipite della linea degli Stampa di Montecastello, morì nel corso dell'assedio di Vercelli
- Giorgio (1578-1625), frate carmelitano noto con il nome di Angelo di Gesù Maria
- Guido, religioso del medesimo ordine
- Luigi, cavaliere dell'Ordine di San Giacomo da Compostela
- Barbara, sposò nel 1600 Francesco Alciati (pronipote del cardinale Francesco Alciati)[2]
- Caterina, suora dell'ordine delle Carmelitane scalze
- Teresa, suora dell'ordine delle Carmelitane scalze

Nel 1575 fece ampie donazioni alla biblioteca di Soncino e diede il contributo necessario all'erezione nella città del suo feudo di un convento di frati cappuccini. Il 25 agosto 1579 ottenne il titolo di senatore del Ducato di Milano, dando ufficialmente il via alla sua carriera politica.

### La conversione religiosa e la missione ad Algeri

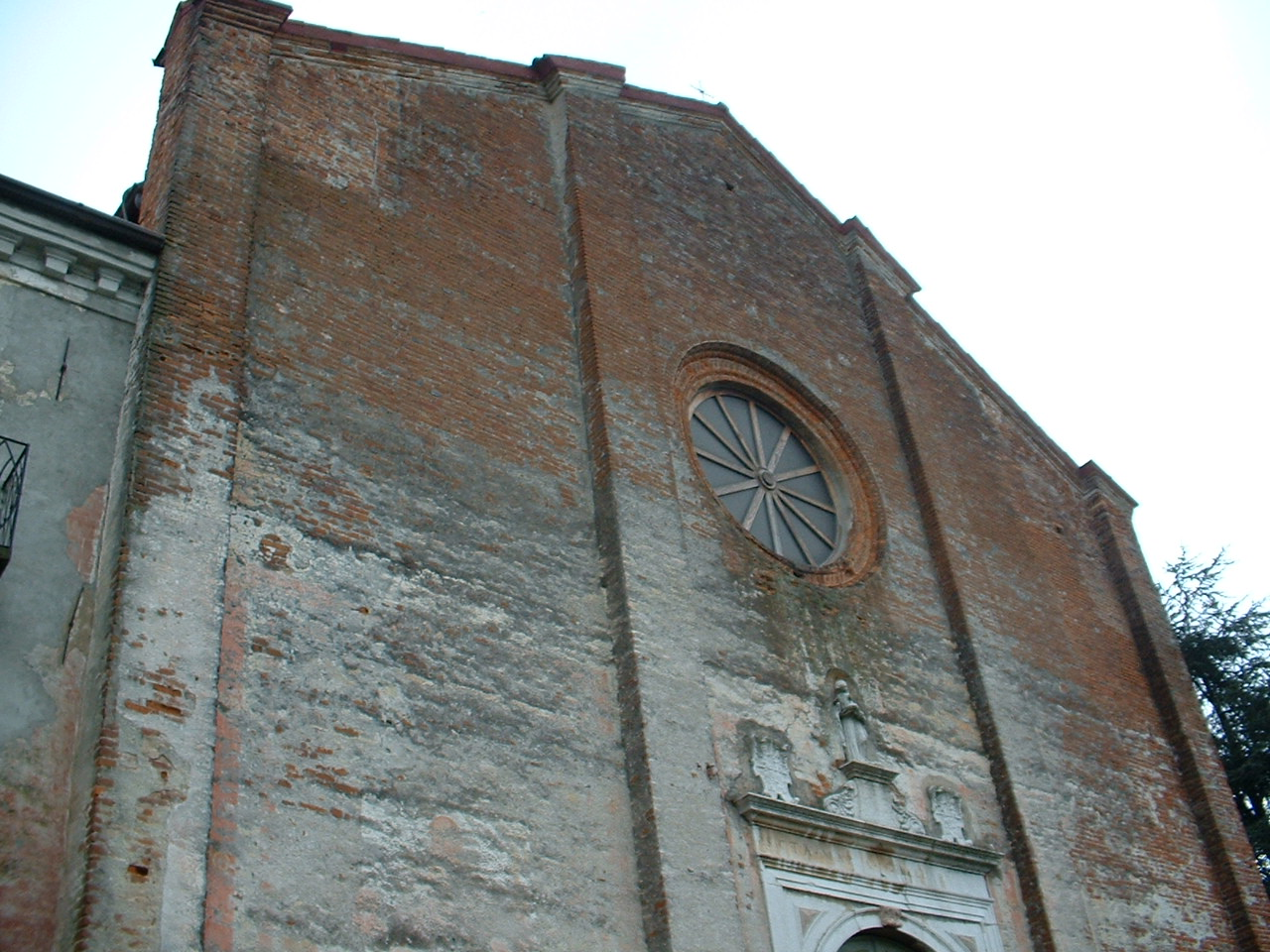
La chiesa di Santa Maria delle Grazie a Soncino dove nel 1605 venne riposta la salma di Massimiliano II dopo il suo rientro da Algeri.

Dopo l'improvvisa morte della moglie, che molto lo scosse, si ritirò completamente dalla promettente carriera pubblica che aveva inaugurato ed iniziò un periodo di profonda meditazione religiosa che lo portò in pellegrinaggio dapprima a Santiago di Compostela e poi a Gerusalemme. Rientrato a Soncino nel 1596, decise di intraprendere la via religiosa ed entrò nell'ordine dei cappuccini proprio nel convento che egli stesso aveva contribuito a fondare solo alcuni anni prima, assumendo il nome di Fra Ambrogio e lasciando il titolo di marchese di Soncino a suo figlio, Ermes II. Durante questo periodo si dedicò particolarmente alla letteratura ed alla poesia, pubblicando alcune sue realizzazioni e poemetti composti da suo padre. Da subito però si sentì particolarmente vicino all'impegno dell'ordine nella liberazione degli schiavi prigionieri dei pirati barbareschi e ottomani nel Mediterraneo e per questo chiese ed ottenne il permesso dal suo ordinario di partire alla volta della Berberia, presso il pascià di Algeri, Solimano. Rimase in missione per dieci mesi per poi morire ad Algeri, come riporta il Lancetti, "...tra le braccia di quel despota, circondato dai cristiani di cui tanto aveva ravvivato la fede...".
Le sue spoglie poterono essere rimpatriate solo nel 1605 quando, su interessamento di suo figlio, vennero imbarcate ad Algeri e sbarcate poi a Livorno, poi a Genova e da lì via terra giunsero a Milano per poi essere portate per la sepoltura a Soncino, venendo deposte in un magnifico mausoleo nella chiesa locale di Santa Maria delle Grazie.

## Albero genealogico
|                                                 |                                                 |                                           | Genitori                                     |  |  | Nonni |  |  | Bisnonni                                  |  |  | Trisnonni                         |  |
|                                                 |                                                 |                                           |                                              |  |  |       |  |  | Giovanni Stampa, signore di Montecastello |  |  | Achille Stampa, patrizio milanese |  |
|                                                 |                                                 |                                           |                                              |  |  |       |  |  | Giovanni Stampa, signore di Montecastello |  |  | Achille Stampa, patrizio milanese |  |
|                                                 |                                                 | Caterina Grassi                           |                                              |  |  |       |  |  | Giovanni Stampa, signore di Montecastello |  |  |                                   |  |
| Pietro Martire Stampa, barone di Montecastello  |                                                 |                                           |                                              |  |  |       |  |  | Giovanni Stampa, signore di Montecastello |  |  |                                   |  |
|                                                 |                                                 | Isabella Visconti                         | Ambrogio Visconti                            |  |  |       |  |  |                                           |  |  |                                   |  |
|                                                 |                                                 | Isabella Visconti                         | Ambrogio Visconti                            |  |  |       |  |  |                                           |  |  |                                   |  |
|                                                 |                                                 | Isabella Visconti                         | Margherita Visconti                          |  |  |       |  |  |                                           |  |  |                                   |  |
| Ermes I Stampa, II marchese di Soncino          |                                                 | Isabella Visconti                         |                                              |  |  |       |  |  |                                           |  |  |                                   |  |
|                                                 |                                                 | Ugolino Crivelli di Nerviano              | …                                            |  |  |       |  |  |                                           |  |  |                                   |  |
|                                                 |                                                 | Ugolino Crivelli di Nerviano              | …                                            |  |  |       |  |  |                                           |  |  |                                   |  |
|                                                 |                                                 | Ugolino Crivelli di Nerviano              | …                                            |  |  |       |  |  |                                           |  |  |                                   |  |
| Barbara Crivelli di Nerviano                    |                                                 | Ugolino Crivelli di Nerviano              |                                              |  |  |       |  |  |                                           |  |  |                                   |  |
|                                                 |                                                 | …                                         | …                                            |  |  |       |  |  |                                           |  |  |                                   |  |
|                                                 |                                                 | …                                         | …                                            |  |  |       |  |  |                                           |  |  |                                   |  |
|                                                 |                                                 | …                                         | …                                            |  |  |       |  |  |                                           |  |  |                                   |  |
| Massimiliano II Stampa, III marchese di Soncino |                                                 | …                                         |                                              |  |  |       |  |  |                                           |  |  |                                   |  |
|                                                 | Niccolò Maria Rangoni, conte di Castelcrescente | Guido I Rangoni, conte di Castelcrescente |                                              |  |  |       |  |  |                                           |  |  |                                   |  |
|                                                 | Niccolò Maria Rangoni, conte di Castelcrescente | Guido I Rangoni, conte di Castelcrescente |                                              |  |  |       |  |  |                                           |  |  |                                   |  |
|                                                 | Niccolò Maria Rangoni, conte di Castelcrescente | Giovanna Bojardo                          |                                              |  |  |       |  |  |                                           |  |  |                                   |  |
| Guido II Rangoni, conte di Castelcrescente      | Niccolò Maria Rangoni, conte di Castelcrescente |                                           |                                              |  |  |       |  |  |                                           |  |  |                                   |  |
|                                                 |                                                 | Bianca Bentivoglio                        | Giovanni II Bentivoglio, signore di Bologna  |  |  |       |  |  |                                           |  |  |                                   |  |
|                                                 |                                                 | Bianca Bentivoglio                        | Giovanni II Bentivoglio, signore di Bologna  |  |  |       |  |  |                                           |  |  |                                   |  |
|                                                 |                                                 | Bianca Bentivoglio                        | Ginevra Sforza                               |  |  |       |  |  |                                           |  |  |                                   |  |
| Isabella Rangoni                                |                                                 | Bianca Bentivoglio                        |                                              |  |  |       |  |  |                                           |  |  |                                   |  |
|                                                 |                                                 | Federico Pallavicino, marchese di Zibello | Gianfrancesco Pallavicino                    |  |  |       |  |  |                                           |  |  |                                   |  |
|                                                 |                                                 | Federico Pallavicino, marchese di Zibello | Gianfrancesco Pallavicino                    |  |  |       |  |  |                                           |  |  |                                   |  |
|                                                 |                                                 | Federico Pallavicino, marchese di Zibello | Giacoma Brandolini                           |  |  |       |  |  |                                           |  |  |                                   |  |
| Argentina Pallavicino                           |                                                 | Federico Pallavicino, marchese di Zibello |                                              |  |  |       |  |  |                                           |  |  |                                   |  |
|                                                 |                                                 | Clarice Malaspina                         | Gabriele II Malaspina, marchese di Fosdinovo |  |  |       |  |  |                                           |  |  |                                   |  |
|                                                 |                                                 | Clarice Malaspina                         | Gabriele II Malaspina, marchese di Fosdinovo |  |  |       |  |  |                                           |  |  |                                   |  |
|                                                 |                                                 | Clarice Malaspina                         | Bianca Malaspina di Castel dell'Aquila       |  |  |       |  |  |                                           |  |  |                                   |  |
|                                                 |                                                 | Clarice Malaspina                         |                                              |  |  |       |  |  |                                           |  |  |                                   |  |